# (217398) Tihany
(217398) Tihany est un astéroïde de la ceinture principale.

## Description
(217398) Tihany est un astéroïde de la ceinture principale. Il fut découvert le 5 avril 2005 à Piszkesteto par Krisztián Sárneczky. Il présente une orbite caractérisée par un demi-grand axe de 2,28 UA, une excentricité de 0,20 et une inclinaison de 6,1° par rapport à l'écliptique.

## Compléments